# Sauron
Sauron este principalul antagonist al Legendariumului lui J. R. R. Tolkien, fiind antagonistul secundar în Silmarillion, un personaj negativ în Hobbitul, și antagonistul principal atât în trilogia Stăpânul Inelelor, în Povești neterminate,cât și în seria The History of Middle-earth.

## Generalități
Cel mai măreț dintre maiari, un ordin mai jos în rang valarilor, Mairon s-a distins ca făurar sub oblăduirea lui Aulë. Mânat de iubirea sa de ordine, hrănită de o trufie fără limite, Mairon tânjit după putere demiurgică prin care să organizeze totul după voia să; curând, puterea a devenit pentru el scopul în sine, uitând binele în căutarea forței de a-l înfăptui. În valaul rebel Melkor, Mairon vedea calea de a dobândi abilitățile ce aveau să-i permite să își atingă țelurile.  
În timpul Muzicii Ainurilor, vocea sa a urmat-o îndeaproape pe cea a lui Melkor, însă el își păstrase gândurile răzvrătite tăinuite de mințile celorlalți și înțelesese mult mai mult din acel cânt decât Melkor. A coborât pe Arda, fiind una din ființele ce locuiau în Aman, anume în preafrumosul Valinor întemeiat de valari și maiari. În cărdășie cu Melkor, Mairon a fost unul dintre tovarășii și iscoadele sale cele mai de seamă în Tărâmul Binecuvântat, intrându-i pe nesimțite în grații datorită vicleniei sale fără de seamăn. 

## Primul Ev
După ce Melkor-Morgoth și-a înălțat cetatea Utumno, Mairon - zis de acum Sauron - i s-a alăturat în Pământul de Mijloc. Uns peste toți vasalii Seniorului Întunecimii, s-a distins ca Locotenentul său părelnic devotat și de atunci a jucat un rol în mai toate năpastele abătute asupra lumii. Numit la căpitănia fortăreței Angband, Sauron a participat în războiul pornit de valari pentru a-i proteja pe elfi, apărând cetatea lui Morgoth în Utumno. Utumno fost dărâmat din temelii, iar Vrăjmașul prins și târât în lanțuri înapoi în Aman, dar pe el nu au izbutit să-l găsească. Când oamenii s-au trezit, Morgoth l-a lăsat pe Sauron să ducă lupta împotriva elfilor; acesta a asediat turnul de pe Tol Sirion, izgonindu-i pe elfi dintr-însul și preschimbându-l în domeniul său ce se numea acum Tol-In Gaurhoth.  
Odată ce faptele lui Barahir au ajuns la urechea sa, Sauron s-a pus pe a le desluși ascunzișul și a-i răpune. Gorlim, unul dintre haiducii lui Barahir, a fost capturat de hăitași și adus dinaintea sa. Târguindu-se cu el, l-a păcălit cu vorbe mieroase și promisiunea deșartă de a-l reuni cu nevasta sa Eiliniel în schimbul a ce vroia. Aflând unde era bârlogul lui Barahir, Sauron l-a ucis pe Gorlim - nu înainte de a-i dezvălui că Eiliniel a sa era moartă de mult - și și-a trimis servitorii să-i atace pe haiduci. Auzind de izbândele și supraviețuirea lui Beren, fiul lui Barahir, Morgoth pusese o răsplată crasă pe capul lui, astfel că Sauron, în fruntea unei oști de orci, vârcolaci și alte fiare spurcate, urmărea să-l găsească. 
Mai târziu, Beren întovărășit de Finrod Felagund și ai săi zece războinici credincioși a pornit în căutarea unui silmaril. În ciuda faptului că se îmbrăcaseră în zalele orcilor, Sauron bănuitor a pus să vie la el, căci porunca era ca toate slugile lui Morgoth să-l vestească pe locotenentul său. În Tol-In Gaurhoth s-a luptat el în cântece și vrăji cu Finrod, până când l-a dovedit și i-a despuiat de straiele orcești. Vrând să discearnă misia lor înspăimântându-i, Sauron îi întemnițează și dă drumul unui vârcolac care îi devora unul câte unul pe prizonieri. Curând Lúthien și Huan au sosit pe Tol-In Gaurhoth pentru a-l scăpa pe Beren din captivitate, înfruntând fiecare dihanie ce le ieșea în cale din turn, până când în chipul celui mai mare lup de până atunci Sauron însuși s-a năpustit asupră-le. Totuși, Huan nu s-a lăsat cu una cu două iar grumazul lui Sauron a ajuns între fălcile lui. Nevrând să piară ori să se întoarcă cu stima-i rănită de pierderea aceasta, i-a cedat cheia turnului lui Lúthien. Apoi s-a preschimbat în vampir și s-a retras în codrul Taur-nu-fuin, umplându-l de groază.  
În urma răsturnării lui Morgoth în Războiul Mâniei, a a luat din nou chip frumos și și-a pus cenușă în cap pentru toate fărădelegile sale, părând a se căi. Eönwë, solul lui Manwë, i-a zis în aceea clipă să se întoarcă în Valinor pentru judecata valarilor. S-a rușinat Sauron și n-a vrut să primească cu umilință osânda la servitute față de alții pentru a-și arăta buna-credință, căci puterea lui crescuse mare în aceste veacuri și râvnea mai mult decât oricând nu să slujească ci să stăpânească. De aceea nu s-a înfățișat în Aman, ci a ales să se ascundă în Pământul de Mijloc.  

## Cel de Al II-lea Ev
Sauron a stat ascuns 1000 de ani, timp în care mai toate făpturile spurcate ale lui Morgoth rămase în Pământul de Mijloc s-au împuiat și s-au adunat laolaltă sub guvernarea sa. De asemenea, confederațiile sângeroase de la Răsărit și de la Miazăzi s-au ticăloșit și au fost pervertite la credincioșia sa, ridicându-i lui Sauron temple unde era venerat precum un rege și zeu.  
Înfățișându-se ca Annatar, Sauron început să umble printre elfi și oameni, și nu de puțini era socotit el frumos și înțelept, iar vorbele sale erau dulci că mierea. În Lindon nu i s-a îngăduit să vină, deoarece marele-rege Gil-galad și viceregentul său Elrond nu se încredeau în aparențe, însă în Eregion Annatar a fost primit cu brațele deschise de noldorii dornici de cunoaștere. I-a învățat pe făurarii și cărturarii aceia numeroase lucruri, mai ales domeniul meșteșugurilor, și astfel au făcut împreună artefacte de seamă, între care cele mai alese erau sumedenia de inele magice și cele nouăsprezece Inele ale Puterii. În taină însă, Sauron îl crease pe acel Unu, Inelul Suprem, vrând să supună mințile și gândurile celorlalți purtători. Când și l-a pus pe deget elfii i-au perceput dorința de a se înstăpâni peste tot și toate de pe Arda și și-au lepădat "darurile", oferindu-le pe ultimele Trei în grija înțelepților. Mânios, Sauron le-a poruncit să se recunoască vasalii săi și să-i înapoieze Inelele, pornind un crunt conflict pentru a subjuga pe cale militară regatele noldorilor.  
Conducând în Războiul lui Sauron cu elfii, Dușmanul și-a întins împărăția până la hotarele răsăritene ale Lindonului, cârmuind aproape întregul Pământul de Mijloc în perioada lungă ce avea să se numească "Anii Negri". Atacul neașteptat al númenóreenilor i-a împins pe servitorii lui Sauron până în Munții Cețoși, dar asta nu i-a știrbit ambiția de a subjuga sau nărui tot ce îi stătea în cale; noii-veniți au clădit colonii pe coastele Pământului de Mijloc, dar seniorii lor au fost seduși curând la cauza Dușmanului sau au fost nimiciți de slugile acestuia. Recuperând multe din Inele, Sauron a împărțit Șapte gnomilor, care s-au dovedit greu de îmblânzit, și Nouă oamenilor (trei dintre care erau mai-mari ai númenóreenilor), care au căzut prada vrerii sale devenind principalii săi servitori: Nazgûlii.
Văzând clar că Sauron voia să alipească și Númenorul teritoriilor sale dacă putea și tulburat peste poate că își însușea titlurile de "Regele Oamenilor" sau "Regele Regilor", regele Tar-Calion a debarcat cu armie mare pe țărmurile Pământului de Mijloc. Dându-și seama că le-ar fi fost greu oștilor sale să îngenuncheze mândrii númenóreeni, Dușmanul a primit să cadă la învoială și să se întoarcă cu ei pe insula lor. Ajuns în Númenor, Sauron a urcat în scurt timp de la simpla calitate de ostatic-musafir la sfetnic, și ulterior stăpânul de taină al lui Tar-Calion. Ademenindu-l deci în slujba sa, Sauron și-a manevrat marioneta pentru a-i converti pe númenóreeni la adorarea Întunecimii și a lui Morgoth; númenóreenii care îl ascultau pe Tar-Calion aduceau ofrande într-un templu clădit la îndemnul înaltului-preot al lui Morgoth - Sauron . Îndemnat de promisiunea nemuririi ce chipurile se găsea în Aman, regele a pregătit o flotă imensă pentru a lua cu asalt Valinor. În aceea clipă Ilúvatar, Părintele Ardei, a intervenit direct pentru prima oară, distrugând corăbiile lui Tar-Calion cu tot cu acesta și scufundând Númenorul. Sauron a fost rănit pe bună dreptate de această acțiune, pierdându-și abilitatea de a se arăta în chip frumos pentru a înșela, însă duhul său a fugit înapoi în domeniul său din Mordor. 
Clădindu-și un chip înfiorător negru ca tăciunele menit a înspăimânta, Sauron s-a urnit împotriva númenóreenilor credincioși lui Ilúvatar, ce se stabiliseră în Pământul de Mijloc întemeiând Gondor, recăpătând treptat meleagurile ce scăpaseră de sub jugul său între timp. O Ultimă Alianță a noldorilor și a acestor edaini a reușit să calce pragul Mordorului și să se confrunte oștile Dușmanului pe terenul său. Răspunzând vitejiei adversarilor săi, Sauron însuși a ieșit din fortăreața sa Barad-dûr, luptându-se cu marii-regi Elendil și Gil-galad, care înainte să fie răpuși aproape au izbutit să-l dovedească. Seniorul Întunecimii și-a îndreptat atenția asupra lui Isildur, fiul lui Elendil, care într-un moment senzațional a retezat Inelul Suprem de pe mâna ce se năpustea asupră-i. Slăbit atât de rănile suferite cât și de despărțirea de Inel în care se vărsase mult din forța sa, trupul lui Sauron a fost spulberat, iar duhul său nevăzut s-a retras în Răsărit departe de ochii locuitorilor Ardei - pănâ și înțelepții au socotit timp îndelungat că Dușmanul fusese nimicit pe vecie. 

## Cel de Al III-lea Ev
În anul 1000 al Celui de Al Treilea Ev, umbra lui Sauron a început să prindă din nou contur. Îngrijorați de verosimila întoarcere a Dușmanului, valarii îi trimit pe istari să călăuzească Popoarele Libere în fapte de vitejie împotriva răului. La scurt timp după sosirea acestora, întunecimea se pogoară asupra Marelui Codru Verde, căci Sauron se sălășluise de acum într-însul, alungându-i pe elfii regelui Thranduil către miazănoapte și umplând toată pădurea de groază din fortăreața Dol Guldur, ce o zidise pe dealul Amon Lanc.  
Creșterea forței lui Sauron a fost marcată de trezirea la viață a spurcăciunilor ce iarăși umblau pe Arda: lupii făceau codrii un loc primejdios pentru călători, orcii și balaurii-reci profanau lăcașurile gnomilor și le prădau comorile. De asemenea, răsăritenii și haradrimii, ce erau mereu gata să-i facă voia, s-au năpustit în repetate rânduri asupra Gondorului și aliatului său Rohan. În Marele Codru Verde, care se numește acum Codrul Întunecat, prezența din ce în ce mai simțită a  "Necromantului" (Sauron) atrage atenția înțelepților, astfel că vrăjitorul Gandalf cel Sur îndrăznește să se aventureze în sinistrul Dol Guldur. Nefiind pe deplin pregătit, Dușmanul se întoarce în Răsărit, unde reunește triburile sălbaticilor oameni oacheși ai acelor ținuturi într-o alianță puternică. În anul 2460 Sauron se întoarce în fortăreață cu mulți răsăriteni în suita sa; primejdia Necromantului îi urnește pe înțelepți să formeze Sfatul Alb. Sauron își concentrează eforturile pe aflarea Inelului Suprem, strângerea celorlalte Inele și hăituirea moștenitorilor lui Isildur. Tot atunci la porunca sa, orcii din Munții Cețoși blochează pasurile dintre Răsărit și Apus, și ridică avanposturi tainice. În Codrul Întunecat, servitorii săi îl prind pe regele Thrain II, tărându-l în Dol Guldur - Dușmanul recapătă ultimul dintre Cele Șapte Inele ale gnomilor. Gandalf se furieșează în fortăreață, dă peste muribundul Thrain care îi înmânează cheia intrării în Erebor, și descoperă cine e Necromantul de fapt. În răstimpul în care forțele sale se confruntă cu Gondorul, dezastrul de pe Câmpiile Stânjeineilor ajunge la urechile lui Sauron, iar slugile sale cercetează râul Anduin, neștiind însă că Inelul se afla în posesia creaturii Gollum.  
Îngrijorat peste poate de ocuparea Ereborului de către dragonul Smaug și de starea apărării Popoarelor Libere, Gandalf știa că un atac din partea lui Sauron avea să vină cât de curând, și că fără doar și poate Smaug avea să fie folosit în forța ce lua cu asalt Lothlórien și Rivendell. De aceea l-a sprijinit pe regele în exil Thorin II Scut-de-stejar să pornească o expediție de redobândire a Muntelui Singuratic din ghearele balaurului-de-foc și a convins Sfatul Alb să intervine contra Dol Guldurului, dându-i astfel două lovituri simultane lui Sauron pentru a-i slăbi strânsoarea pe meleagurile de la miazănoapte. Deși izgonit de Doamna Galadriel din fortăreață, Sauron anticipase mișcarea înțelepților și s-a retras în Mordor, unde totul fusese deja pregătit de Nazgûli în așteptarea sa. Răpunerea lui Smaug și pierderile suferite de orci în Bătălia Celor Cinci Oștiri au zădărnicit, totuși, strategia inițială a lui Sauron și au avut un impact pozitiv pentru Popoarele Libere în războiul ce avea să înceapă.   
În urma cuceririi cetății Minas Ithil de către Nazgûli, palantirul dintr-însa a căzut în mâinile Dușmanului. Prin intermediul Pietrei Ithil, Sauron îi influențează pe Majordomul Denethor din Gondor - care în deznădejdea sa înnebunește - și pe vrăjitorul Saruman - căruia îi obține îndoielnica servitute. Neliniștea umple Pământul de Mijloc, căci Seniorul Întunecimii își anunță întoarcerea, iar armiile sale se adună pentru un ultim conflict în care să înăbușe rezistența în Marea cea Mare și să cucerească în final toată Arda. Datorită otrăvurilor și minciunilor agentului Gríma Limbă de Vierme de la curtea lui Théoden, bătrânul rege se adâncește într-o stare de inconștiență iar Rohan devine susceptibil jefuirilor de către Sauron; de asemenea, Saruman îi ațâță pe adversarii obștei călăreților la cauza seniorului său și strânge o oaste mare pentru acesta în Isengard. Khamûl și încă un Nazgûl sunt trimiși să recapete controlul asupra Dol Guldurului și să-l reconstruiască. Creatura Gollum este prinsă și, prin cumplitele arte de schingiuire ale turnului Barad-dûr, forțat să mărturisească că Inelul i-a fost luat de un anume "Baggins" dintr-o țărișoară ce se cheamă "Comitat". Mascându-și intențiile printr-un simulacru de atac asupra Gondorului în Osgiliath, Sauron dă drumul Nazgûlilor să-i caute artefactul.  
Eșuând în această incursiune, Sauron dezlănțuie teroarea din Dol Guldur, Isengard, Munții Cețoși, Mordor, Rhûn, Khand, Harad și Umbar asupra Gondorului și aliaților săi cei mai de seamă: Regatul Împădurit, Erebor, Lothlórien, Rohan și Dale. Saruman îi aduce la cunoștință formarea Frăției Inelului și existența lui Aragorn, moștenitorul lui Isildur. Înfrângerea de la Văgăuna lui Helm și ulterioara împresurarea a Isengardului de către enți îl lasă pe Sauron fără de o oaste numeroasă și de  unul dintre cei mai folositori vasali. Mânios, Dușmanul caută să se răzbune și totodată să stârpească speranța adversarilor săi atacând Minas Tirith, capitala Gondorului. Bătălia de pe Câmpiile Pelennor se dovedește a fi o încă o pierdere, căreia i se adaugă răpunerea căpitanului său, Regele-vrăjitor din Angmar. Însă cu toate astea, triumful lui Sauron era ca și asigurat de colosalele oști ce le avea încă la dispoziție, comparate cu infimele armii ale Popoarelor Libere.  
Provocat de înaintarea Gondorului și Rohanului către Mordor, Sauron trimite multe din forțele sale contra Ereborului, în timp ce o oaste mare îi așteaptă pe Căpitanii Apusului la Poarta Neagră. Târziu a înțeles Dușmanul că această oportunitate avantajoasă de a-i strivi sub talpa sa era menită a-i distrage atenția de la cei doi hobbiți, Frodo Baggins și Sam Gamgee, care urcau să arunce Inelul în Muntele Osândei. Vulturii au reținut fiarele înaripate ale Nazgûlilor, iar oamenii au luptat vitejește cu hoardele orcești, astfel că Gollum a ajuns să cadă cu Inelul în focul în care fusese făurit. Deoarece mult din propria sa ființă trecuse în Inel, întruchiparea lui Sauron s-a fărămat, împrăștiată ca a lui Morgoth în Nimicnicia de dincolo de Poarta Nopții, dincolo de Arda. Servitorul său Saruman avea să sufere o soartă nu chiar diferită de a sa, rămânând și el un biet duh neputincios. 

## Ochiul lui Sauron
Ochiul lui Sauron ca Ochiul Roșu se referă la însemnul lui Sauron, un simbol adoptat de el pentru a-și reprezenta statutul omniprezent - atotștiutor și atotvăzător. Adesea era purtat de orcii din Mordor ca stindard sau ca blazon vopsit sângeriu pe scuturile lor. 
Ochiul lui Sauron ca Marele Ochi se referă la o manifestare a vrerii lui Sauron : o pupilă neagră precum cea a unei vipere sau a unei pisici (în adevăr conturul vag al formei neîncarnate a lui Sauron) înconjurată de flăcări roșii-gălbui. Această vedenie apare în palantir când comunică prin Piatra Ithil, sau uneori este zărită din depărtare de Frodo Baggins undeva în vârful Turnului Barad-dûr. 

## Titluri și alte denumiri
Numele de Sauron provine din adjectivul 'saura', care în quenyană (limbă ficțională inventată de Tolkien) și înseamnă "Dușmanul cel Mârșav". În sindarină ( o altă limbă inventată de Tolkien ) el este numit Gorthaur, care înseamnă "Temută Groază". Numele original al lui Sauron era Mairon, însemnând în quenyană "Cel de Admirat". Se pare că a continuat să își spună așa sau chiar Tar-mairon, care înseamnă "Regele Excelent". În Númenor însă nu își putea zice astfel, căci titlul era în quenyană iar el ațâța ostilitatea oamenilor împotriva eldarilor; aici fost numit Zigûr, adică "Vrăjitorul". Când i-a înșelat pe elfi oferind cunoștințele pe care le poseda pentru a făuri Inelele Puterii și-a luat mai multe nume quenyene printre care Annatar ("Seniorul Darurilor"), Artano ("Marele Fierar") și Aulendil ("Devotat lui Aulë"). În primele versiuni ale mitologiei lui Tolkien numele său era Thû, cu variantele Morthû și Gorthû -evoluat în Gorthaur, schimbat ulterior în Sûr - baza formei finale a lui Sauron.  
Printre multele epitete și titluri pe care le avea se numără:
- Seniorul Întunecimii
- Puterea Întunecimii
- Stăpânul Negru
- Mâna Neagră
- Cel Negru - sau Cel Rău
- Înșelătorul sau Marele Înșelător
- Maestrul Mârșav al Trădărilor
- Seniorul din Mordor - sau Seniorul Tărâmului Negru
- Seniorul din Barad-dûr - sau Seniorul Turnului Întunecimii
- Făuritorul de Inele
- Stăpânul Inelelor - sau Stăpânul Inelului
- Stăpânul Vârcolacilor
- Stăpânul Lumii- sau Stăpânul Pământului
- Regele - sau Regele Regilor
- Regele Oamenilor
- Cârmuitorul
- Dușmanul - sau Dușmanul Unic
- Marele Dușman
- Cel făr' de Nume - sau Dușmanul făr' de Nume
- Umbra
- Corupătorul
- Necromantul - sau Solomonarul
- Marele Ochi - sau Ochiul făr' de Pleoapă
- (Sauron) Cel Mare
- (Sauron) Cel Cumplit
- (Gorthaur) Cel Crud